# Valerie Tarazi
Valerie Rose Tarazi(en árabe: فاليري ترزي‎ , Illinois, Estados Unidos, 9 de octubre de 1999) es una nadadora palestinoestadounidense. 
Tarazi nació en Illinois, EE. UU. en una familia originaria de Gaza. Se graduó en la Universidad de Auburn.
Participó en los Juegos Panarábicos de 2023 celebrados en Argelia y ganó dos medallas de oro, tres de plata y una de bronce. Con este palmarés se convirtió en la medallista con mayor rendimiento en esos juegos. Tiene el récord palestino en 50m y 100m espalda, 50m, 100m y 200m braza y 50m mariposa.